# Матьє Дебюші
Матьє́ Дебюші́ (фр. Mathieu Debuchy; нар. 28 липня 1985, Фретен, Франція) — французький футболіст, правий захисник клубу «Валансьєн».

## Клубна кар'єра
Вихованець футбольної школи клубу «Лілль». Дорослу футбольну кар'єру розпочав 2003 року в основній команді того ж клубу. Вже з наступного року молодий захисник почав на регулярній основі залучатися до складу головної команди клубу. Загалом провів у команді з Лілля десять сезонів своєї кар'єри.
4 січня 2013 року став гравцем англійського «Ньюкасл Юнайтед», уклавши с клубом контракт на 5,5 років.
Втім вже 17 липня 2014 року перейшов до іншого англійського клубу, лондонського «Арсенала». У складі «канонірів» Дебюші так і не зміг закріпитися в складі через постійні травми. У січні 2016 був відданий у піврічну оренду до французького «Бордо», однак зіграв лише 9 матчів, після чого зазнав травми, і, як наслідок, пропустив домашній чемпіонат Європи. Повернувшись з оренди назад до Лондона, 27 листопада 2016 вперше вийшов на поле після травми, однак уже на 16-й хвилині травмувався та знову вибув на тривалий термін. Крім того, Дебюші мав конфлікт з тренером Арсеном Венгером через те, що той не відпустив його в «Манчестер Юнайтед».
31 січня 2018 «Арсенал» відпустив Дебюші як вільного агента, і той підписав контракт з «Сент-Етьєном». У новому клубі він став основним правим захисником.

## Виступи за збірну
2011 року дебютував в офіційних матчах у складі національної збірної Франції. Брав участь у чемпіонаті Європи 2012 року та чемпіонаті світу 2014 року.

## Досягнення
- Чемпіон Франції:

«Лілль»: 2010–11
- Володар Кубка Франції:

«Лілль»: 2010–11
- Володар Кубка Англії:

«Арсенал»: 2014–15, 2016–17
- Володар Суперкубка Англії:

«Арсенал»: 2014, 2015